# Krypros
Krypros (Rosa wichurana) är en art i familjen rosväxter från östra Asien. Den odlas ibland som trädgårdsväxt i Sverige.

## Hybrider
Hybrider med kryprosen räknas vanligen till wichuranarosor (Rosa Wichurana-Gruppen).

## Synonymer
Rosa acicularis var. taquetii (H.Lev.) Nakai
Rosa ampullicarpa Koidz.
Rosa luciae Franch. & Rochebr. ex Crep.
Rosa luciae Palib.
Rosa luciae var. taquetiana Boulenger
Rosa luciae var. wichuraiana Koidz.
Rosa mokanensis H.Lev.
Rosa taquetii H.Lev.
Rosa tsusimensis Nakai
Rosa wichuraiana f. ellipsoidea Nakai
Rosa wichuraiana f. rosiflora Nakai
Rosa wichuraiana var. ampullicarpa (Koidz.) Honda
Rosa wichuraiana var. rosiflora Nakai
Rosa yokoscensis (Franch. & Sav.) Koidz.